# 210. Infanterie-Division (Wehrmacht)
Die 210. Infanteriedivision (Wehrmacht) war eine deutsche Infanteriedivision im Zweiten Weltkrieg. Die Division wurde am  10. Juli 1942 im Dönchelager in Kassel aufgestellt und war an lange ausschließlich im Raum Petsamo im nördlichen Finnland eingesetzt. Nach der Kapitulation Finnlands war die Einheit in Nord-Norwegen eingesetzt und ging hier auch im Mai 1945 in norwegische Kriegsgefangenschaft. 

## Geschichte

### Aufstellung
Die Division wurde am 10. Juli 1942 im Dönchelager in Kassel aufgestellt.

### Finnland
Die längste Zeit war die Division in Finnland im Einsatz.  Mit dem Waffenstillstand der Finnen mit der Sowjetunion musste sich die Division nach Norwegen zurückziehen. 

### Kapitulation
Der Verband blieb bis Kriegsende in Norwegen und kapitulierte dort.